# Fusell Chassepot
El Chassepot, oficialment conegut com a Fusil modèle 1866, era un Fusell monotir de forrellat, famós per ser l'arma utilitzada per les tropes franceses a la Guerra francoprussiana. Va reemplaçar a una gran varietat de fusells d'avantcàrrega Model Minié, molts dels quals havien estat modificats com fusells de retrocàrrega el 1867 (Fusell Tabatière). Sent una gran millora respecte als fusells militars existents el 1866, el Chassepot juntament amb el Fusell Dreyse va marcar l'inici de l'era dels fusells de forrellat. A partir de 1874, el fusell va ser modificat amb facilitat per utilitzar cartutxos metàl·lics (amb la denominació de Fusell Gras), un canvi més difícil de fer en un Dreyse.
Va ser fabricat per MAS (acrònim de Manufacture d'Armes de St Etienne), Manufacture d'Armes de Châtellerault (MAC) i Manufacture d'Armes de Tulle (MAT). Diversos d'aquests fusells van ser fabricats mitjançant un contracte a Anglaterra (Potts and Hunt), Bèlgica (diverses empreses de Lieja), així com a Placentia i Brescia (posteriorment Itàlia). El nombre aproximat de fusells Chassepot disponibles per a l'Exèrcit francès l'any 1870 era d'1.200.000 unitats. La fabricació del Chassepot va ser cancel·lada el febrer de 1875, quatre anys després del final de la Guerra francoprussiana.

## Història

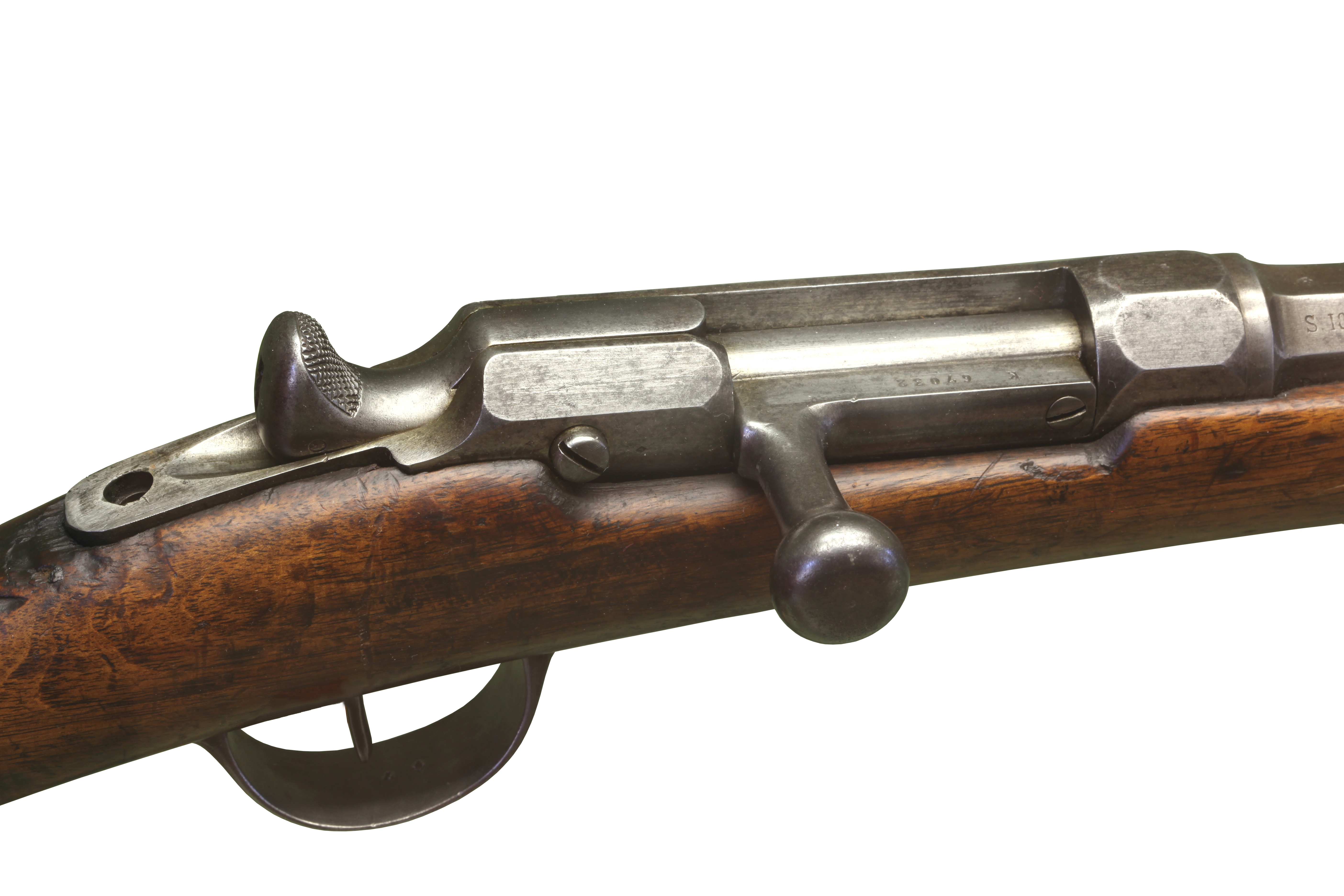
Detall del forrellat

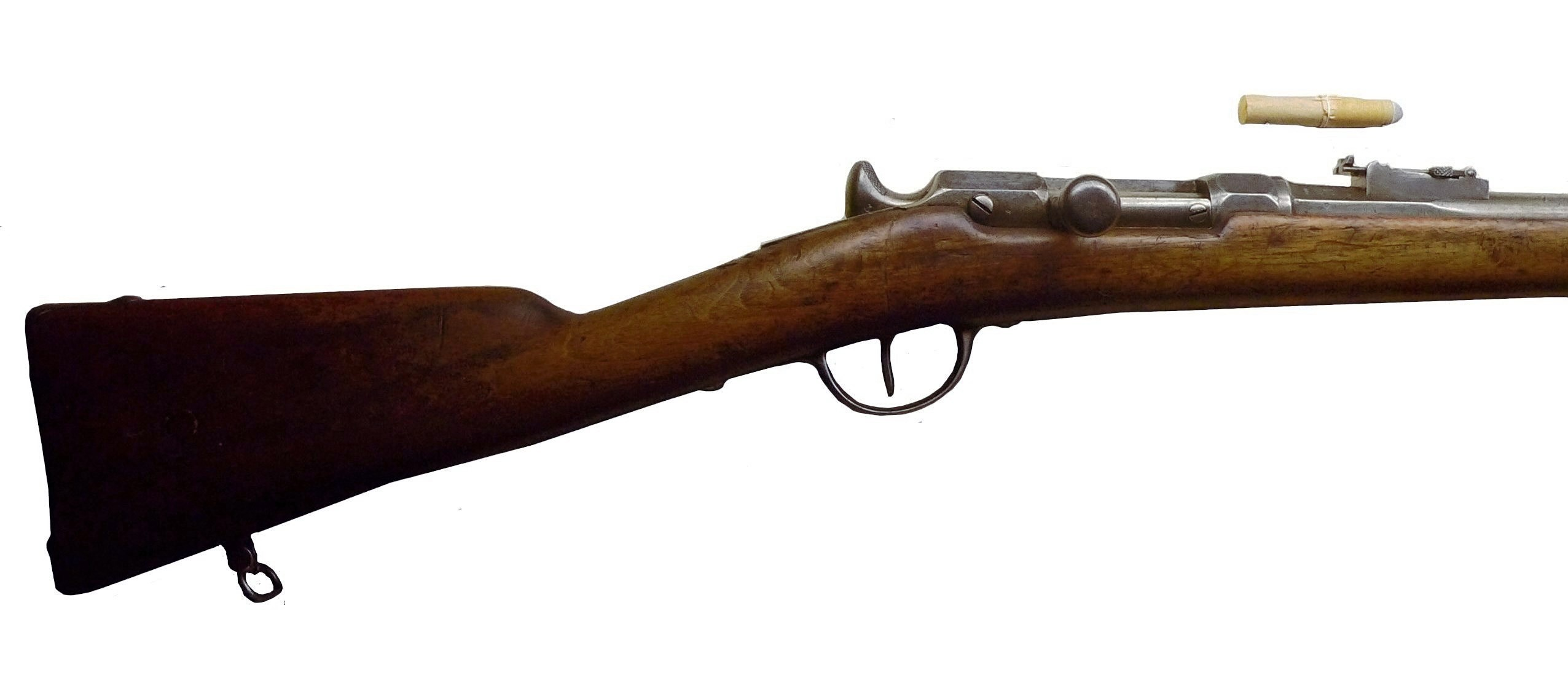
Detall del forrellat i del cartutx

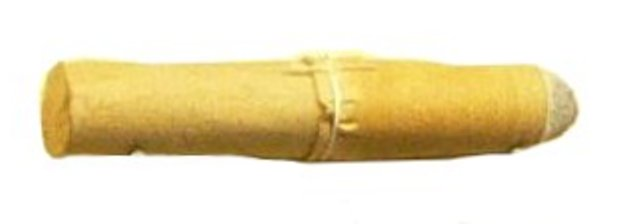
Cartutx Chassepot de paper.

El Chassepot va ser anomenat així en honor del seu inventor, Antoine Alphonse Chassepot (1833-1905), que des de 1857 havia construït diversos models experimentals de fusells de retrocàrrega. El desenvolupament de la guerra de Secessió nord-americana o les més properes de Prússia contra Dinamarca o contra Àustria va demostrar clarament la superioritat de les armes de retrocàrrega amb cartutxos integrals (que inclouen el fulminant). Basant-se en el sistema d'agulla i cartutx combustible del fusell Dreyse, aquest va desenvolupar el seu propi fusell.
En una competició contra els sistemes Fave i de plomalls, l'11 de juliol de 1866 en el camp de Châlons sur Marne, el sistema de Chassepot va sortir vencedor. El mes següent va obtenir la patent francesa per la invenció d'un "fusell d'agulla de l'anomenat sistema Chassepot". Preveient l'èxit del seu sistema, va registrar també patents a Bèlgica, Espanya i Estats Units.
Acceptat per al servei en moments en què tenia lloc un intens debat, arran de l'èxit obtingut pel fusell prussià Dreyse a la batalla de Sadowa (3 de juliol de 1866), l'any següent el Chassepot va ser emprat en combat per primera vegada a la batalla de Mentana (3 de novembre de 1867). Les tropes franceses equipades amb Chassepots van derrotar les forces dirigides per Giuseppe Garibaldi a causa del major abast i velocitat de tir dels seus fusells, respecte a les obsoletes armes d'avantcàrrega del bàndol de Garibaldi. L'informe enviat al Parlament francès esmentava que Les Chassepots ont fait Merveille!, que es traduiria literalment com: "Els Chassepots van fer meravelles !". La veritat era que les pesades bales cilíndriques de plom disparades a gran velocitat pel fusell Chassepot produïen ferides molt més greus que les produïdes pel fusell Minié.
Aquest fusell va ser utilitzat per l'exèrcit francès poc després al final de la Segona Intervenció Francesa a Mèxic (1862-1867) i durant la Guerra francoprussiana (1870 - 1871), així com en diversos conflictes colonials contemporanis. En la Guerra francoprussiana, el Chassepot va demostrar ser superior al fusell alemany Dreyse en tenir un abast superior. Tot i ser d'un calibre inferior (11 mm enfront de 15,4 mm del fusell alemany), el cartutx del Chassepot tenia una major càrrega de pólvora i, per tant, una major velocitat inicial (un 33% superior a la del Dreyse), obtenint una trajectòria més estable i un abast més llarg (proper als 1.300 metres). Així mateix gràcies a la major longitud del canó s'aconseguia una millor precisió i capacitat de penetració. Els Chassepots van ser responsables de la major part de les baixes prussianes durant aquest conflicte.
El fusell Chassepot va ser reemplaçat a l'exèrcit francès a partir de 1874 pel fusell Gras, que emprava un cartutx metàl·lic. Molts dels Chassepots van ser modificats per utilitzar aquest mateix cartutx (Fusell model 1866-1874).
Aquest model de fusell va ser utilitzada per l'exèrcit peruà i l'exèrcit bolivià durant la Guerra del Pacífic (1879-1884).

## Disseny
La seva recambra era tancada mitjançant un pany similar als emprats en els moderns fusells que el precedien. Entre les característiques tècniques introduïdes el 1866 pel fusell Chassepot cal destacar el mecanisme d'obturació del forrellat mitjançant una volandera de cautxú, que era nou i efectiu evitant l'escapada dels gasos de la combustió del cartutx. La idea de l'obturador plàstic va ser posteriorment adaptada amb èxit en peces d'artilleria per Valérand de Bang en 1877, molt temps després de la Guerra francoprussiana.

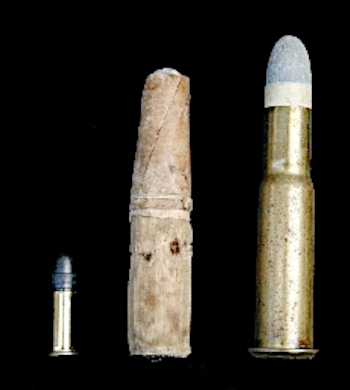
De l'esquerra: .22 LR;
Cartutx de paper calibre 11 mm per al Chassepot/Fusell modèle 1866;
Cartutx metàl·lic 11 x 59,5 R per al Fusell Gras Model 1874

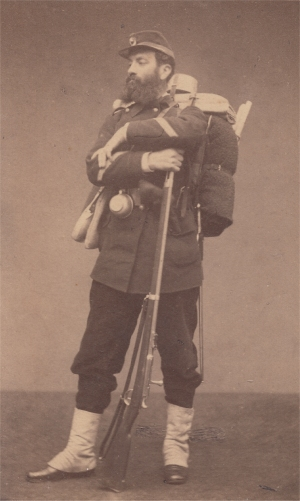
Soldat francès armat amb un fusell Chassepot.

El cartutx del Chassepot és del tipus combustible, és a dir, que es cremava en produir el tret. Concretament, aquest cartutx estava compost d'una beina de paper cobert amb gasa de seda que contenia la pólvora negra i el fulminant a la base. La bala d'11 mm (cilíndrica i amb punta rodona) s'embolicava en un altre paper i s'unia a la beina amb un cordill fi. Quan l'agulla percutora perforava el culot del cartutx i colpejava el fulminant, es produïa el tret. La beina de paper i el cordill es cremen totalment, en teoria, i les restes que quedaven, juntament amb els del fulminant, sortien amb el tret. Mentre que l'acompliment balístic i la cadència de foc del Chassepot eren excel·lents per a l'època, les restes de paper cremat i el sutge de la pólvora negra s'acumulaven a la recambra i el mecanisme del forrellat després de disparar contínuament. La volandera de cautxú també es desgastava en combat, encara que era senzilla de reemplaçar pel soldat. El fusell d'agulla Dreyse i el seu cartutx havien estat construïts de tal manera per minimitzar aquests problemes, en detriment del seu acompliment balístic.
Per corregir aquest problema, el Chassepot va ser reemplaçat en 1874 pel fusell Gras, que emprava un cartutx metàl·lic de percussió central. D'altra banda, el fusell Gras tenia una forma bàsicament idèntica a la del Chassepot. Virtualment tots els vells fusells Chassepot (MLE 1866) que estaven emmagatzemats com a reserva, van ser modificats per acceptar el cartutx metàl·lic 11 mm Gras (fusell modèle 1866-1874). Al voltant de 150.000 fusells Chassepot van ser capturats per la coalició alemanya que va derrotar a França en 1871. Grans quantitats d'aquests fusells van ser modificats per emprar el cartutx metàl·lic 11 x 60 R Mauser i escurçats a la mida d'una carrabina per ser emprats per unitats alemanyes de cavalleria i artilleria fins a inicis de la dècada de 1880. Altres tants van ser venuts sense modificar a comerciants d'armes anglesos. En la majoria de casos, els marcatges francesos del calaix de mecanismes dels Chassepot capturats eren esborrats.